# Montreuil-le-Henri
Montreuil-le-Henri település Franciaországban, Sarthe megyében. Lakosainak száma 299 fő (2022. január 1.). Montreuil-le-Henri Tresson, Le Grand-Lucé, Villaines-sous-Lucé, Courdemanche, Saint-Georges-de-la-Couée és Val-d’Étangson községekkel határos.

## Népesség
A település népességének változása:
| Lakosok száma | 289  | 307  | 315  | 308  | 306  | 304  | 301  | 299  | 299  |
|               | 2013 | 2015 | 2016 | 2017 | 2018 | 2019 | 2020 | 2021 | 2022 |